# Muricella flexilis
Muricella flexilis är en korallart som beskrevs av Hiles 1899. Muricella flexilis ingår i släktet Muricella och familjen Acanthogorgiidae. Inga underarter finns listade i Catalogue of Life.